# László Bálint
László Bálint (ur. 1 lutego 1948 w Budapeszcie) – węgierski piłkarz występujący na pozycji obrońcy, trener piłkarski.

## Kariera klubowa
Bálint zawodową karierę rozpoczynał w 1967 roku w klubie Ferencvárosi z Nemzeti Bajnokság I. Spędził tam 12 lat. W tym czasie zdobył z klubem trzy mistrzostwa Węgier (1967, 1968, 1976) oraz cztery Puchary Węgier (1972, 1974, 1976, 1978). W 1979 roku wyjechał do Belgii, gdzie został graczem zespołu Club Brugge. W 1980 roku zdobył z nim mistrzostwo Belgii oraz Superpuchar Belgii.
W 1981 roku Bálint odszedł do francuskiego Toulouse FC z Ligue 2. W 1982 roku awansował z nim do Ligue 1. W 1983 roku przeniósł się do Grenoble Foot 38, gdzie rok później zakończył karierę.

## Kariera reprezentacyjna
W reprezentacji Węgier Bálint zadebiutował 29 marca 1972 roku w przegranym 0:2 meczu z RFN. W tym samym roku został powołany do kadry na mistrzostwa Europy. Zagrał tam w pojedynkach ze Związkiem Radzieckim (0:1) oraz Belgią (1:2). Tamten turniej Węgry zakończyły na 4. miejscu.
W 1978 roku Bálint znalazł się w kadrze na mistrzostwa świata. Wystąpił na nich w meczu z Francją (1:3). Z tamtego mundialu Węgry odpadły po fazie grupowej.
W 1982 roku Bálint po raz drugi wziął udział w mistrzostwach świata. Zagrał na nich w pojedynkach z Salwadorem (10:1) oraz Argentyna (1:4), a Węgry zakończyły turniej na fazie grupowej. W latach 1972–1982 w drużynie narodowej rozegrał w sumie 76 spotkań i zdobył 4 bramki.

## Kariera trenerska
Po zakończeniu kariery Bálint został trenerem. Był szkoleniowcem zespołu Volán FC oraz reprezentacji Węgier.